# قوم‌مداری

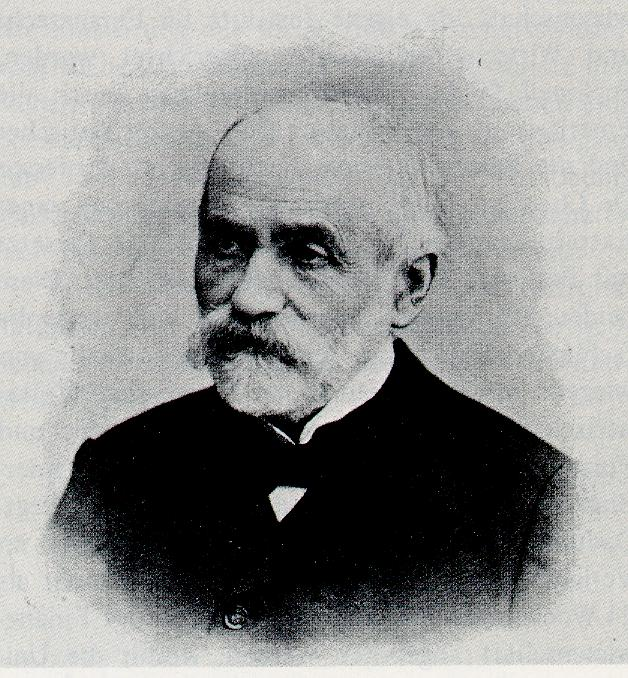
مگ کی کسی که در فرهنگ انگلیسی اکسفورد از نخستین کاربرد واژه قوم‌شناسی در «اخبار گزارش‌های سالانه آمریکایی» استفاده کرد.

قوم‌مداری یا قوم‌محوری (به انگلیسی: ethnocentrism)، رویکردی‌ست که در آن ویژگی‌های اخلاقی، اجتماعی و دینی اقوام دیگر را با معیارهای قوم خود بررسی کرده و اختلاف‌های آنان را به حساب ناهنجاری‌شان بگذاریم. وجود نوعی قوم‌مداری ذاتی در انسان‌ها موجب می‌شود هیچ‌کاری ساده‌تر از بد گفتن از دیگران نباشد. قوم‌مداری ریشه در این احساس دارد که روش‌های زندگی، ارزش‌ها و الگوهای سازواری گروهی که شخص خود را متعلق به آن می‌داند، نسبت به گروه‌های دیگر برتری دارد.

## تاریخچه
فرهنگ انگلیسی آکسفورد از نخستین کاربرد واژه قوم‌مداری در سال ۱۹۰۰ توسط مک‌گی در «اخبار گزارش‌های سالانه قوم‌شناسی آمریکایی» خبر می‌دهد. مک‌گی قوم‌مداری را یکی از ویژگی‌های اقوام ابتدایی معرفی می‌کند، درحالی‌که او نمی‌توانست تمایلات قوم‌مدارانه فرهنگ اروپایی خود را تصور کند. نخستین تعریف قوم‌مداری آن‌گونه که در سده بیست‌ویکم فهمیده می‌شود، در سال ۱۹۵۱ توسط اوانس پریچارد انسان‌شناس بریتانیایی ارائه شد. او قوم‌مداری را «ادعا یا اعتقاد به برتری یک گروه بر دیگران» می‌دانست و اصرار داشت که «برای تقدیر از گوناگونی ارزشمند فرهنگ بشر و زندگی اجتماعی بایستی این رویکرد قوم‌مدارانه از میان برود.»

## مفاهیم مرتبط
قوم مداری با بیگانه‌گرایی در ارتباط است. بیگانه‌گرایی که با گرایش به رفتارهای عجیب و تمایل به پدیده‌های غریب دیگر مشخص می‌شود، اگر با دید تحقیرآمیز نسبت به آنان همراه شود، می‌تواند به قوم‌مداری بکشد و اگر با نفی دیگری و عداوت با او همراه شود، به نژادگرایی منجر می‌شود.

## قوم‌مداری در مردم‌شناسی
تلاش مردم‌شناسان همواره بر رهایی از چنگال قوم‌مداری بوده‌است. اما با این حال نمونه‌هایی از این رویکرد در میان مردم‌شناسان به‌ویژه در سده نوزدهم به چشم می‌خورد. این‌که لوسین لوی-برول مردم‌شناس فرانسوی از «ذهنیت پیش‌منطقی» جوامع بدوی در برابر «ذهنیت منطقی» سخن می‌گفت نشان از رویکردی قوم‌مدارانه داشت. تلاش رابرت لاوی انسان‌شناس آمریکایی برای تقلیل نظام خویشاوندی و زناشویی جوامع ابتدایی به خانواده‌های تک‌همسر جامعه خود و نظر جان لباک انگلیسی در مورد بدون مذهب بودن تمام جوامع بی‌سواد نمونه‌های دیگری از تأثیر قوم‌مداری بر تحقیقات مردم‌شناسان هستند.